# Sommerbiathlon-Europameisterschaften 2004
Die 1. Sommerbiathlon-Europameisterschaften fanden vom 13. bis 15. August 2004 in Clausthal-Zellerfeld statt. Die Wettbewerbe wurden nur in der Disziplin Crosslauf ausgetragen. Es gab für Männer und Frauen jeweils ein Sprint- und ein Verfolgungsrennen sowie eine Mixedstaffel. Alle fünf Titel wurden von russischen Biathleten und Biathletinnen gewonnen. Ljubow Jermolajewa gewann alle drei möglichen Goldmedaillen, Alexei Tscheparew und Alexei Mironow gewannen jeweils zwei Gold- und eine Silbermedaille. Die russischen Athletinnen gewannen in allen Einzelrennen zwei Medaillen, die vier restlichen Einzelmedaillen gingen an deutsche Starter. In der Mixedstaffel konnte als einzige weitere Nation die Slowakei eine Bronzemedaille gewinnen.
Für Junioren und Juniorinnen gab es ebenfalls ein Sprint- und ein Verfolgungsrennen und eine Mixedstaffel.
Insgesamt nahmen etwa 100 Biathleten und Biathletinnen teil.

## Männer

### Sprint 4 km
| Platz | Sportler             | Zeit    | Schieß- fehler |
| ----- | -------------------- | ------- | -------------- |
| 1     | Alexei Tscheparew    | 17:24,2 | 1-2            |
| 2     | Alexei Mironow       | +0:07,4 | 2-1            |
| 3     | Kristian Mehringer   | +0:15,3 | 1-1            |
| 4     | Intars Spalviņš      | +0:20,1 | 1-1            |
| 5     | Sergei Proswirnin    | +0:32,4 | 1-2            |
| 6     | Roman Böttcher       | +0:53,1 | 1-2            |
| 7     | Ľubomír Palguta      | +1:00,1 | 0-1            |
| 8     | Radovan Cienik       | +1:06,7 | 2-2            |
| 9     | Luboš Schorný        | +1:12,9 | 0-2            |
| 10    | Frank Röttgen        | +1:29,7 | 3-2            |
| 11    | Jozef Škoviera       | +2:08,2 | 2-3            |
| 12    | Davorin Škvaridlo    | +2:09,1 | 2-3            |
| 13    | Gerald Zielinsky     | +2:14,5 | 1-4            |
| 14    | Thorsten Langer      | +2:17,3 | 2-3            |
| 15    | Jaromír Šimůnek      | +2:47,3 | 0-5            |
| 16    | Krzysztof Uklejewicz | +3:17,9 | 2-3            |
| 17    | Pascal Langer        | +3:21,0 | 3-4            |
| 18    | Eric Vliegen         | +3:51,4 | 2-3            |
| 19    | Stephan Langer       | +4:42,3 | 4-4            |
| dsq   | Timur Nurmejew       |         |                |

Datum: Freitag, 13. August 2004

Am Start waren 20 Läufer aus sieben Nationen. Ein Läufer (Timur Nurmejew) wurde wegen Verlassens der Strecke disqualifiziert. Dennoch gelang den russischen Vertretern ein Doppelsieg. Jaromír Šimůnek, Olympiateilnehmer 1980, 1984 und 1988 im Biathlon, war zum Zeitpunkt seiner Teilnahme 49 Jahre alt.
Das Juniorenrennen gewann der Lette Edgars Piksons vor den Russen Pawel Tschuprijanow und Dmitri Petin.

### Verfolgung 6 km
| Platz | Sportler             | Zeit     | Schieß- fehler |
| ----- | -------------------- | -------- | -------------- |
| 1     | Alexei Mironow       | 28:59,1  | 0-0-3-1        |
| 2     | Alexei Tscheparew    | +0:41,4  | 1-0-2-3        |
| 3     | Kristian Mehringer   | +1:21,7  | 1-3-2-0        |
| 4     | Luboš Schorný        | +1:46,5  | 1-0-0-0        |
| 5     | Sergei Proswirnin    | +1:54,7  | 1-1-3-2        |
| 6     | Davorin Škvaridlo    | +2:46,2  | 3-0-1-1        |
| 7     | Jozef Škoviera       | +2:47,7  | 0-0-1-1        |
| 8     | Intars Spalviņš      | +3:10,4  | 3-0-2-3        |
| 9     | Radovan Cienik       | +3:30,5  | 2-2-3-2        |
| 10    | Frank Röttgen        | +4:06,5  | 2-4-1-2        |
| 11    | Ľubomír Palguta      | +4:19,8  | 1-1-3-1        |
| 12    | Jaromír Šimůnek      | +4:23,3  | 0-1-0-1        |
| 13    | Gerald Zielinsky     | +5:11,7  | 2-2-1-2        |
| 14    | Krzysztof Uklejewicz | +7:30,2  | 0-1-3-2        |
| 15    | Thorsten Langer      | +8:23,4  | 3-1-4-4        |
| 16    | Pascal Langer        | +10:34,2 | 1-3-4-4        |
| 17    | Eric Vliegen         | +10:37,7 | 0-3-5-3        |
| 18    | Stephan Langer       | +17:50,5 | 4-3-5-5        |

Datum: Sonnabend, 14. August 2004

Es waren 18 von 18 gemeldeten Biathleten am Start. Nach dem Sprint, auf dem das Verfolgungsrennen basierte, trat Roman Böttcher nicht mehr an. Die beiden russischen Gewinner des Sprints triumphierten erneut, vertauschten nun aber ihre Positionen. Kristian Mehringer konnte seinen dritten Rang verteidigen. Luboš Schorný hatte nur einen Fehlschuss bei 20 Versuchen, Stephan Langer traf nur drei von 20 Scheiben.
Das Juniorenrennen gewann wie schon beim Sprint der Lette Edgars Piksons vor zwei Russen, nun Pawel Tschuprijanow und Anatoly Slavgorodskiy.

## Frauen

### Sprint 3 km
| Platz | Sportler             | Zeit    | Schieß- fehler |
| ----- | -------------------- | ------- | -------------- |
| 1     | Ljubow Jermolajewa   | 16:30,6 | 0-1            |
| 2     | Oksana Neupokojewa   | +0:36,9 | 1-3            |
| 3     | Monika Liedtke       | +0:39.1 | 1-1            |
| 4     | Jewgenija Michailowa | +0:52,1 | 2-2            |
| 5     | Pavla Matyášová      | +2:16,7 | 2-3            |
| 6     | Barbara Ertl         | +2:17,6 | 1-1            |
| 7     | Galina Mesentsewa    | +2:26,2 | 2-3            |
| 8     | Angelika Szrubianiec | +2:42,5 | 1-2            |
| 9     | Katharina Echter     | +2:46,7 | 1-2            |
| 10    | Viera Kubacká        | +7:03,7 | 2-4            |

Datum: Freitag, 13. August 2004

Es waren zehn Läuferinnen aus fünf Nationen am Start. Die russischen Läuferinnen erreichten einen Doppelsieg. Nur die ersten vier Läuferinnen blieben innerhalb einer Minute Unterschied in der Endzeit, alle Läuferinnen danach hatten mehr als zwei Minuten Rückstand auf die Siegerzeit.
Das Rennen der Juniorinnen gewann die Deutsche Franziska Hildebrand vor der Russin Nadeschda Starik und der Polin Paulina Bobak.

### Verfolgung 5 km
| Platz | Sportler             | Zeit    | Schieß- fehler |
| ----- | -------------------- | ------- | -------------- |
| 1     | Ljubow Jermolajewa   | 30:24,0 | 0-2-1-1        |
| 2     | Monika Liedtke       | +0:29,3 | 0-1-1-0        |
| 3     | Jewgenija Michailowa | +1:05,6 | 2-2-1-1        |
| 4     | Oksana Neupokojewa   | +1:51,1 | 1-2-3-2        |
| 5     | Galina Mesentsewa    | +2:35,2 | 1-2-1-0        |
| 6     | Barbara Ertl         | +2:59,8 | 0-1-0-0        |
| 7     | Pavla Matyášová      | +5:16,8 | 2-2-3-2        |
| 8     | Angelika Szrubianiec | +6:12,1 | 0-0-1-4        |
| 9     | Katharina Echter     | +6:40,5 | 0-1-1-3        |

Datum: Sonnabend, 14. August 2004

Am Start waren neun von neun gemeldeten Athletinnen. Nicht mehr an den Start ging Viera Kubacká. Vier der ersten fünf Plätze belegten russische Athletinnen. Einzig die Deutsche Monika Liedtke konnte sich als Silbermedaillengewinnerin zwischen den Russinnen platzieren. Ljubow Jermolajewa gewann nach dem Titel im Sprint ihre zweite Goldmedaille. Barbara Ertl verfehlte nur eine der 20 Scheiben, konnte sich dennoch nicht in der Platzierung verbessern.
Das Rennen der Juniorinnen gewann die Russin Olga Pachomowa, die sich vom sechsten Rang auf den ersten Platz verbessern konnte, vor der deutschen Sprintsiegerin Franziska Hildebrand und der Russin Nadeschda Starik.

## Mixed-Staffel 2 × 3 + 2 × 4 km
| Platz | Land        | Sportler                                                                | Zeit      | Strafrunden     |
| ----- | ----------- | ----------------------------------------------------------------------- | --------- | --------------- |
| 1     | Russland    | Oksana Neupokojewa Ljubow Jermolajewa Alexei Tscheparew Alexei Mironow  | 1:07:54,6 | 0-0 0-0 0-0     |
| 2     | Deutschland | Barbara Ertl Monika Liedtke Frank Röttgen Kristian Mehringer            | +3:39,8   | 0-0 0-0 1-0 0-0 |
| 3     | Slowakei    | Eva Šebová Bibiana Švejkovská Radovan Cienik Davorín Škvaridlo          | +5:01,0   | 1-1 0-0 0-0     |
| 4     | Tschechien  | Michaela Balatková Pavla Matyášová Jaromír Šimůnek Luboš Schorný        | +5:04,1   | 0-0 1-0 0-0 0-0 |
| 5     | Polen       | Tiffany Tyrała Angelika Szrubianiec Łukasz Witek Stanislaw Kępka Senior | +6:18,6   | 1-0 0-0 0-1 0-0 |

Datum: Sonntag, 15. August 2004

Am Start waren acht Mixed-Staffeln aus fünf Ländern. Russland war mit drei Staffeln vertreten, die Slowakei mit zwei Staffeln. Von diesen kam aber nur die vor dem Rennen als Staffel Nummer 1 ausgewiesene Staffel in die Wertung, die übrigen drei Staffeln liefen außer Konkurrenz. Die russischen Staffeln 2 (Jewgenija Michailowa, Galina Mesentsewa, Sergei Proswirnin, Timur Nurmejew) und 3 (Elena Mitsan, Natalja Solowjowa, Alexei Kobelew, Iwan Bogdanow) hätten auch die Ränge zwei und drei belegt, die zweite slowakische Staffel (Eva Vladárová, Viera Kubacká, Ľubomír Palguta, Miroslav Kaniansky) hätte sich auf dem letzten Rang platziert.
Das Juniorenrennen gewannen die Vertreter Polens (Agnieszka Grzybek, Paulina Bobak, Mirosław Kobus, Stanisław Karpiel) vor Lettland (Linda Savļaka, Gerda Krūmiņa, Edgars Čakars, Edgars Piksons) und Russland (Nadeschda Starik, Olga Pachomowa, Pawel Tschuprijanow, Anatoli Slawgorodski).